# Conradin zu Castell-Rüdenhausen
Conradin Friedrich zu Castell-Rüdenhausen, född 10 oktober 1933 i Berlin, död 1 oktober 2011 i Ingå, var en tysk greve och kusin till kung Carl XVI Gustaf. Castell-Rüdenhausen bodde med sin familj i Ingå i Finland och levde ett tillbakadraget liv.

## Biografi
Conradin zu Castell-Rüdenhausens mor prinsessan Caroline Mathilde var syster till prinsessan Sibylla, mor till kung Carl XVI Gustaf. Han föddes i Berlin 1933 och kom till Finland för att studera trädgårdskonst. I Finland träffade han sin hustru Märta Lönegren. Paret fick barnen Anne-Charlotte zu Castell-Rüdenhausen och Carl-Eduard Friedrich Hubertus zu Castell-Rüdenhausen. Familjen drev en handelsträdgård i Ingå. Kung Carl XVI Gustaf hade som vana att besöka sin kusin under sina Finlandsbesök. Castell-Rüdenhausen begravdes i Ingå 2011.